# Costanzo Antegnati

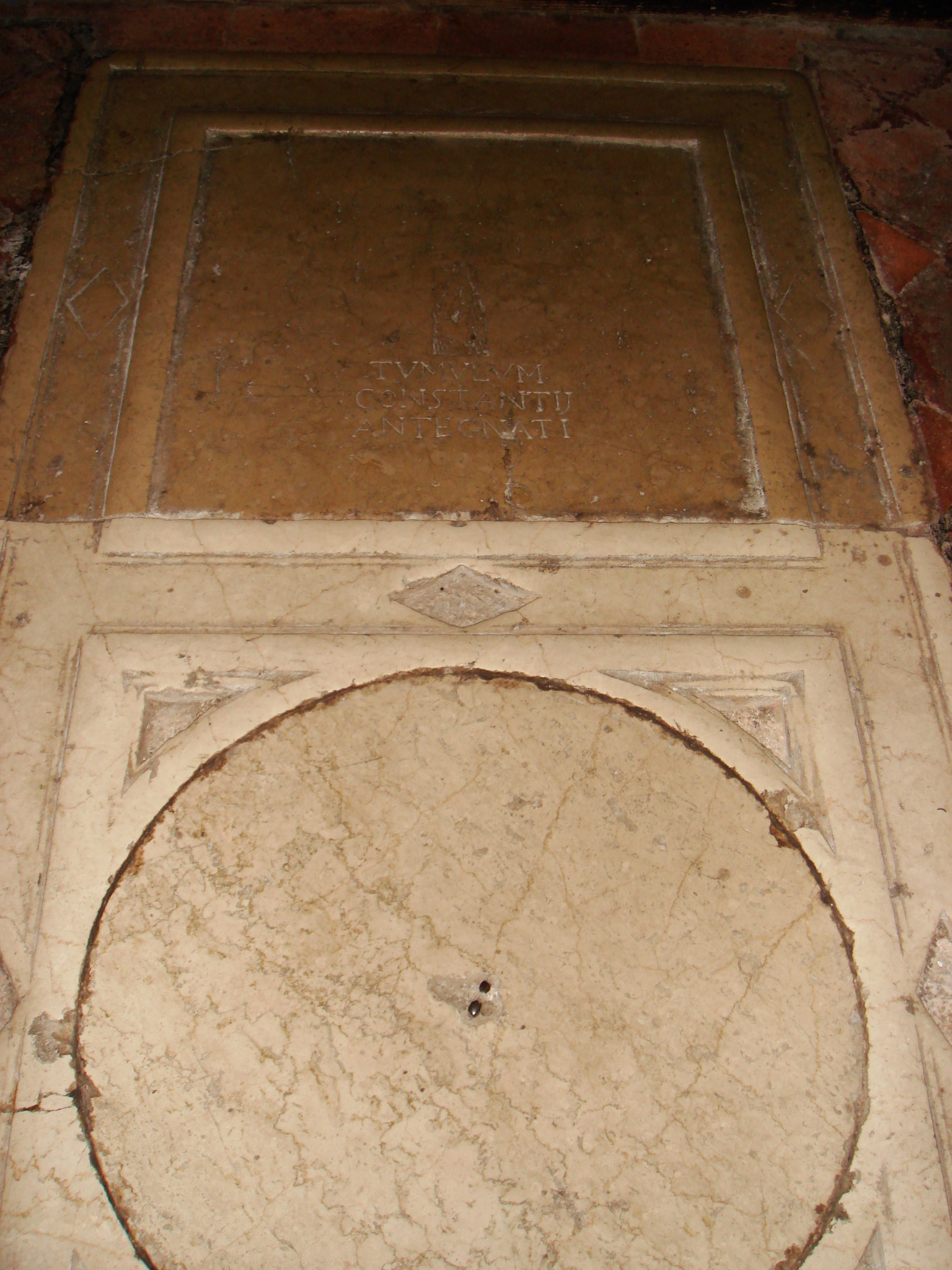
Grab von Costanzo Antegnati, Sohn von Graziadio, in der Kirche San Giuseppe in Brescia

Costanzo Antegnati (* 9. Dezember 1549 in Brescia; † 14. November 1624 ebenda) war ein italienischer Orgelbauer, Organist, Komponist und Schriftsteller der späten Renaissance.

## Leben und Wirken
Costanzo Antegnati war Spross der verzweigten italienischen Orgelbauerfamilie Antegnati. Diese beginnt mit dem Stammvater Giovanni Antegnati, der im 15. Jahrhundert lebte und in Brescia als „Dottore di Collegio“ bekannt war. Dessen Sohn war der Firmengründer Bartolomeo Antegnati († 1501 in Brescia, Urgroßvater von Costanzo), gefolgt von Giovanni Battista Antegnati (um 1490 – vor 1560, Großvater von Constanzo) und Graziadio Antegnati dem Älteren (1525–1590, Vater von Costanzo). Der Familienname leitet sich möglicherweise von der kleinen Stadt Antegnate bei Cremona her.
Costanzo Antegnati gilt als der bedeutendste Vertreter der Familie; er bekam seine musikalische Ausbildung bei Girolamo Cavazzoni und war ab dem Jahr 1570 Orgelbau-Mitarbeiter seines Vaters Graziadio. Er veröffentlichte ab 1571 Madrigale, Messen, Motetten und andere Werke. 1584 wurde er zum Domorganisten von Brescia ernannt. Für seinen jüngsten Sohn Giovanni Francesco Antegnati (1587–1630) verfasste er das Lehrwerk L’Arte organico (erschienen Venedig 1608) – eine wichtige Abhandlung für die Geschichte des Orgelbaus, die in der Form eines Dialogs zwischen Vater und Sohn gehalten ist. Sein Sohn Giovanni Francesco wurde bald darauf sein Mitarbeiter.
Costanzo Antegnati erlitt vor 1605 einen Schlaganfall, der ihm keine weitere körperliche Arbeit mehr erlaubte, und im Jahr 1619 musste er wegen der fortschreitenden Lähmung seine Stelle als Domorganist aufgeben. Er starb fünf Jahre später in seiner Heimatstadt Brescia. Er hatte Orgeln in Bergamo, Brescia, Cremona, Mailand und Mantua erbaut. Nach seinem Tod wurde die Orgelbauwerkstatt von seinem Enkel Graziadio Antegnati dem Jüngeren (1608–1656) weitergeführt.

## Bedeutung
Die musikalischen Werke von Costanzo Antegnati liegen stilistisch im Rahmen der venezianischen Schule des 16. Jahrhunderts, nachdem er selbst kundgetan hatte, keine Neuerungen anzustreben. Größere Bedeutung hat seine Abhandlung L’Arte organica. Im Vorwort weist der Autor zunächst auf seine zwölf Ricercare in allen Kirchentonarten hin, dann folgen ein Verzeichnis der 145 von ihm (bis zum Erscheinen der Schrift) erbauten Orgeln, die Geschichte seiner Familie und eine Beschreibung der Pflichten eines Organisten. Im Hauptteil bringt er eine Anweisung zum Stimmen von Orgeln und gibt anhand der Dispositionen einiger Antegnati-Orgeln detaillierte Vorschriften für das Registrieren.
Die von ihm gebauten Instrumente entsprachen dem in der Renaissance-Zeit in Italien übliche Orgeltyp mit einem Manual; dieses hatte 38 oder 42 Tasten, wenn die 8-Fuß-Lage die tiefste war bzw. 50 oder 54 Tasten, wenn die 16-Fuß-Lage die tiefste war, und einen Kernbestand von etwa neun Registern. Das Pedal hatte bis zu 20 Tasten, war durch eine feste Pedalkoppel ständig mit den untersten Manualtasten verbunden und hatte meistens keine eigenen Register. Der Winddruck war mit etwa 50 Millimeter Wassersäule relativ niedrig, und die Windladen waren, wie seinerzeit dort praktisch überall üblich, als Springladen konstruiert. Die prinzipalischen Register hatten die Lage 16 Fuß (nur bei großen Orgeln), 8 Fuß, 4 Fuß, 2 Fuß, 1 1⁄3 Fuß, 1 Fuß, 2⁄3 Fuß und 1⁄3 Fuß; die Flöten-Register hatten die 8- und 4-Fuß-Lage. Dieser Orgeltyp entsprach gänzlich der musikalischen Kunst von Girolamo Frescobaldi.
Die Mitglieder der Orgelbaufamilie Antegnati waren Personen von Bildung und Intelligenz und waren die führenden Meister ihrer Zeit; für sie war der Orgelbau nicht nur eine berufliche Tätigkeit, sondern in besonderer Weise eine Kunst mit dem Arbeitsgrundsatz „Vollendung bei Beschränkung auf das Wesentliche“.

## Werke

### Musikalische Werke
- Il 1. libro de Madrigali a 4 voci con uno Dialogo a 8. Venedig 1571, herausgegeben von Gardanus.
- Sacrarum Cantionum libro 1, 5 vocum. Venedig 1575, herausgegeben von Gardanus.
- Libro 1.Missarum, 6 et 8 vocum. Venedig 1578, 2. Auflage 1587, herausgegeben von Gardanus.
- Sacrae Cantiones, vulgo Motecta, paribus vocibus cantandae, 4 vocum. Brescia 1581,  herausgegeben von Sabbino.
- Libro 2.Missarum, 6 et 8 vocum. Venedig 1589, herausgegeben von Gardanus.
- Salmi a 8 voci. Venedig 1592, herausgegeben von Gardanus.
- L’Antegnata in Intervolatura de Ricercari d’Organo. op. 16. Venedig 1608, herausgegeben von Cardano et fratelli.
- 2 Canzoni francesi in Rauerijs Sammlung 1608, 15 in Woltz’ Tabulatur 1617.
- 2 Tänze in Amoenitatum. 1622.
- 1 Madrigal in Lelio Bertanis Madrigali spirituali a 3 voci. 1585.
- 4 vierstimmige Instrumentalkanzonen, genannt in Vincentis Verlagsverzeichnis 1619.
- 1 Messe über Surrexit Pastor zu sechs Stimmen, handschriftlich in Danzig (Manuskript 989 B. Nr. 18)

### Schriften
- L’Arte organica. op. 16. Brescia 1608, herausgegeben von Francesco Tebaldino, Einleitung zu und vereinigt mit L’Antegnata

### Von der Familie Antegnati gebaute Orgeln (Auswahl)
- Brescia, Duomo vecchio, 1 Manual und 12 Register, 1536 (verändert erhalten)
- Salò, Dom, 1 Manual und 12 Register, 1548 (Gehäuse erhalten)
- Mailand, Dom, 1 Manual und 12 Register, 1559 (Gehäuse erhalten)
- Mailand, San Maurizio, 1 Manual und 11 Register, 1554 (verändert erhalten)
- Mantua, Basilica di Santa Barbara, 1 Manual und 12 Register, 1565 (erhalten)
- Brescia, San Giuseppe, 1 Manual und 12 Register, 1581 (erhalten)
- Quinzano d’Oglio, San Rocco, 1 Manual und 12 Register (erhalten)
- Bellinzona (Schweiz), Collegiata, 1 Manual und 11 Register, 1588 (verändert erhalten)
- Almenno San Salvatore, Santa Nicola, 1 Manual und 11 Register, 1588 (erhalten)
- Verona, Duomo, 1 Manual und 12 Register, 1610 (verändert erhalten)
- Viadana, San Rocco, 1 Manual und 12 Register, 1615 (erhalten).

## Ausgaben
- Renato Lunelli (Hrsg.): L’Arte organica di Costanzo Antegnati. Dialogo trà padre, & figlio, à cui per via da̕uvertimenti isegna il vero modo di sonar, & registrar lo̕rgano. Con li̕ndice de gli organi fabricati in Casa Loro. = Die Orgelkunst von Konstanz Antegnati. Übertragen in die deutsche Sprache Paul Smets. Rheingold-Verlag, Mainz 1938, (2., erweiterte Ausgabe. ebenda 1958).
- Charles Walter Lindow (Hrsg.): L’Arte organica. Éditions Ars musicae, Châtenay-Malabry 1999, ISBN 2-911771-04-4, (Französische Übersetzung).
- Drei Ricercari. In: Luigi Torchi (Hrsg.): L’Arte Musicale in Italia. Band 3. Ricordi, Mailand 1908.